# MarketWatch
MarketWatch је веб страница која пружа финансијске информације, пословне вести, анализе и податке о берзи. То је подружница Dow Jones & Company, власништво News Corp, заједно са The Wall Street Journal и Barron's.

## Историја
Компанија је замишљена као ДБЦ Онлине од стране Data Broadcasting Corporation у јесен 1995. године. Име домена marketwatch.com регистровано је 30. јула 1997. године. Веб страница је покренута 30. октобра 1997. као заједничко улагање 50/50 између ДБЦ и CBS News, које су тада водили Лари Крамер и суоснивач и председник, Дерек Рејсфилд. Том Каландра је био његов први главни уредник.
Године 1999. компанија је ангажовала Дејвида Калавеја, а 2003. године Калавеј је постао главни уредник. У јануару 1999. године, током Dot-com балона, компанија је постала јавно предузеће путем иницијалне јавне понуде. Након цене од 17 долара по акцији, акција је трговала чак 130 долара по акцији првог дана трговања, што јој је дало тржишну капитализацију од преко милијарду долара упркос само 7 милиона долара годишњег прихода. У јуну 2000. компанија је формирала заједничко предузеће са Фајненшал тајмсом са Питером Бејлом као главним уредником.
У јануару 2004, Каландра је дала оставку због оптужби за трговину инсајдерима. У јануару 2005. Dow Jones & Company је купио компанију за 528 милиона долара, или 18 долара по акцији.
У мају 2016. MarketWatch је ангажовао Дена Шара као генералног менаџера. У октобру 2020. MarketWatch је објавио да ће постати плаћена публикација заснована на претплати, како би „подигла амбиције нашег новинарства“. Марк Декембр је именован за главног уредника 21. марта 2022. године.